# 阿勒海姆
阿勒海姆是德国巴伐利亚州的一个市镇。总面积23.37平方公里，总人口1645人，其中男性853人，女性792人（2011年12月31日），人口密度70人/平方公里。